# 罗伯特·基亚古拉尼·森塔穆
罗伯特·基亚古拉尼·森塔穆（Robert Kyagulanyi Ssentamu，藝名Bobi Wine），是烏干達政治家、歌手和演員。他是烏干達中部瓦基索區Kyadondo縣東選區的前議員并領導民族團結纲领黨。2019年6月，他宣布參選2021年烏干達總統大选，輸給了現任總統约韦里·穆塞韦尼，這一結果引起了他和大部分公眾的強烈爭議。
2021年12月14日起，被烏干達政府軟禁，但他繼續抗議。